# Charlie Chaplin
Charles Spencer Chaplin, KBE (ur. 16 kwietnia 1889 w Londynie, zm. 25 grudnia 1977 w Vevey) – angielski aktor i reżyser epoki kina niemego, później także filmów udźwiękowionych; producent, scenarzysta i kompozytor muzyki filmowej. Ikona kultury popularnej. Jeden z najwybitniejszych i najlepiej rozpoznawalnych aktorów i reżyserów w historii światowego kina. American Film Institute (AFI) sklasyfikował go na 10. miejscu w rankingu „największych aktorów wszech czasów” (The 50 Greatest American Screen Legends).

## Życiorys

### Młodość, rodzina
Urodził się 16 kwietnia 1889 w East Lane w Walworth w Londynie. Jego ojcem był Charles Chaplin, a matką Hannah Harriette Hill, występująca również pod pseudonimem Lily Harley (oboje w ćwierci romskiego pochodzenia). Oboje rodzice byli aktorami wodewilowymi, rozstali się w rok po narodzinach Charlesa juniora, który odtąd pozostawał pod opieką matki.
Pierwsze miesiące życia spędził przy St. George’s Road na West Square w Lambeth. Wychowywał się ze starszym o cztery lata bratem, Sydneyem, synem Hannah z poprzedniego związku. W 1884 ich matka podupadła na zdrowiu i straciła posadę w teatrze, po czym zaczęła dorabiać jako krawcowa. Żyli w skrajnie trudnych warunkach i narastającej biedzie, przeprowadzając się do coraz mniejszych pokoi (mieszkali m.in. na Oakley Street). W 1896 matce Charliego nie udało się znaleźć pracy, dlatego we troje trafili do przytułku. Po kilku tygodniach zostali przeniesieni do Szkoły dla Sierot i Ubogich Dzieci w Hanwell. Opuściwszy przytułek, ponownie zamieszkał z bratem i matką. Po tym, jak Hannah dostała obłędu i w 1896 została umieszczona w szpitalu psychiatrycznym w Cane Hill, trafił z bratem pod opiekę ojca i macochy, Louise, która źle ich traktowała, m.in. nie wpuszczała ich na noc do domu (mieszczącym się przy Kennington Road 287), przez co konieczna była interwencja Towarzystwa Ochrony Dzieci przed Okrucieństwem. Charlie z tego związku ojca ma młodszego prawie o cztery lata brata przyrodniego, z którym jednak nie stworzył żadnych więzi. Matka ponownie zajęła się synem po wyjściu ze szpitala psychiatrycznego; zamieszkali przy ul. Pownall Palace 3 w londyńskiej dzielnicy Kennington. Jako dziecko chorował na astmę. W 1894 jego ojciec zmarł (w wieku 37 lat) wskutek alkoholizmu, a matka znów trafiła do Cane Hill z powodu obłędu. 12-letnim Charlesem zajęła się jego ciotka, a następnie brat, który wrócił z kilkutygodniowej wyprawy statkiem pasażerskim (na którym pracował jako trębacz). Hannah zmarła w 1928 w Kalifornii kilka dni po ataku woreczka żółciowego, otoczona opieką Charlesa, który siedem lat wcześniej sprowadził matkę do USA.
Gdy był dzieckiem, jego matka siadywała z nim przy oknie i odgrywała sceny tego, co działo się na zewnątrz, dzięki czemu Chaplin nauczył się studiować ludzi oraz pokazywać swoje uczucia za pomocą gestów i mimiki. Matka nauczyła go także śpiewać i grać na scenie.

### Kariera

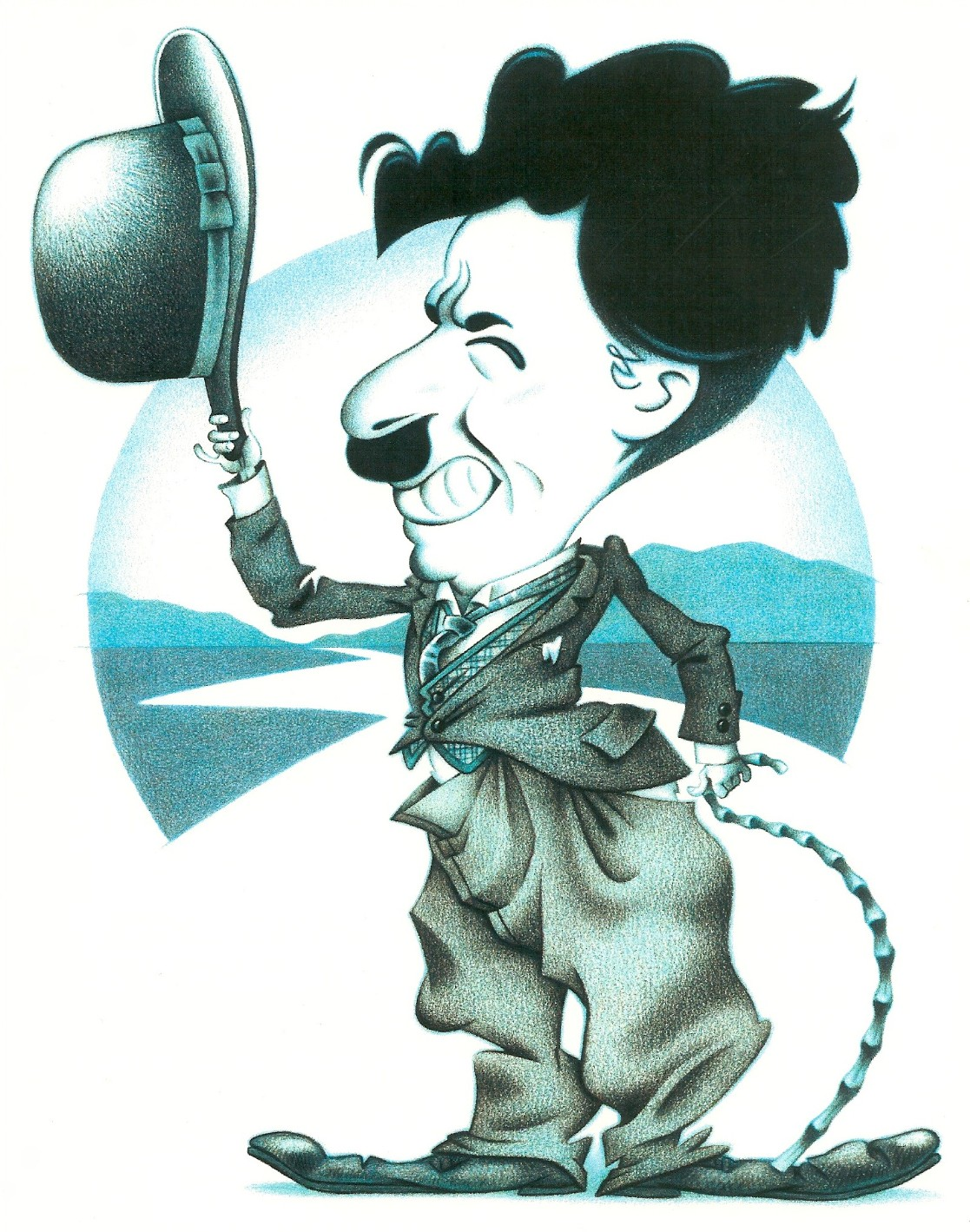
Karykatura Charlesa Chaplina

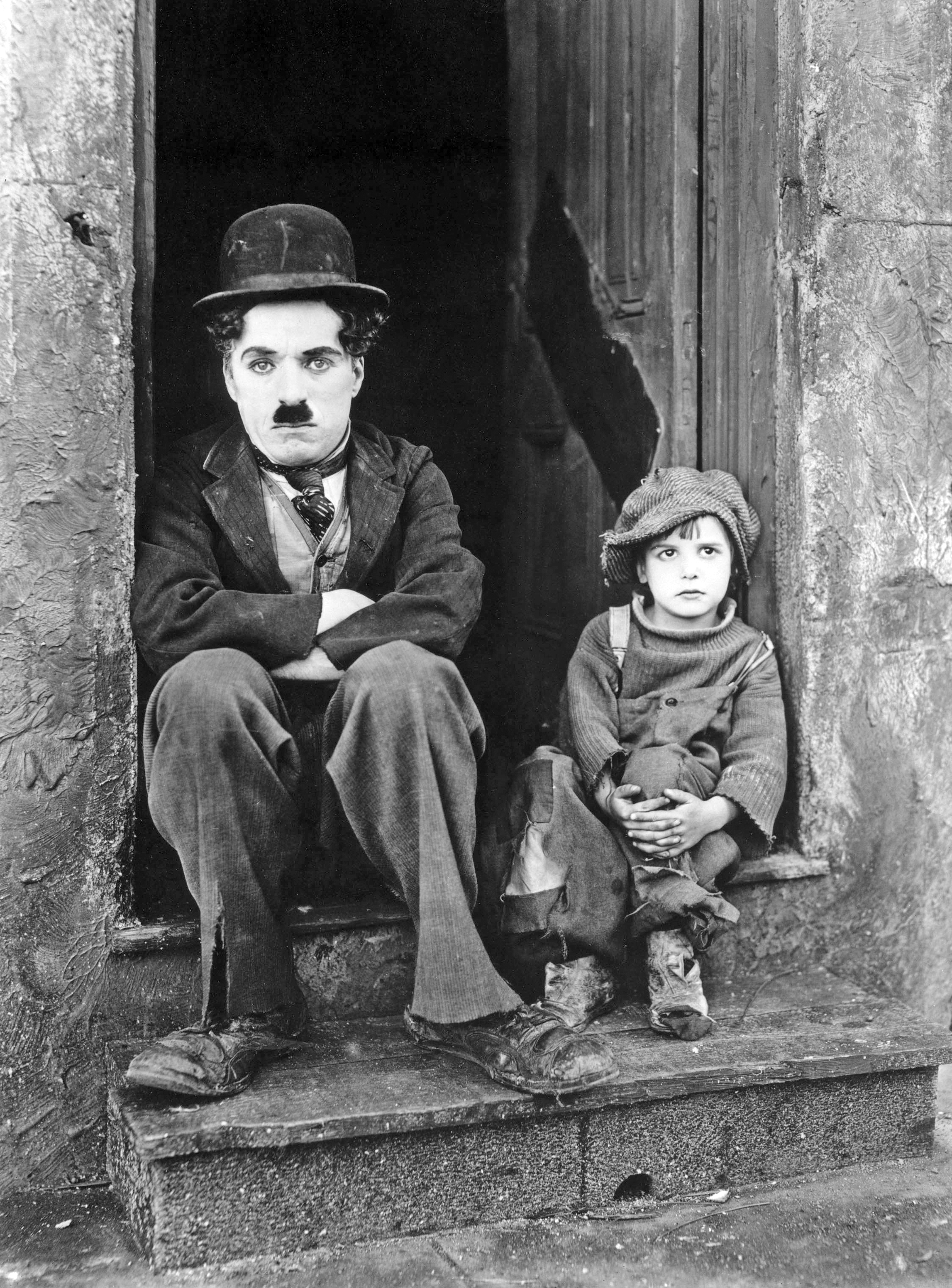
Chaplin i Jackie Coogan w filmie Brzdąc (1921)

Po raz pierwszy wystąpił na scenie w 1894, śpiewając piosenkę Jacka Jonesa w musicalu wystawianym w teatrze Canteen w Andershot. Tego wieczora w sztuce grała jego matka, a on czekał na nią za kurtyną; kiedy schorowana Hannah nagle straciła głos, dyrektor teatru wypchnął Charliego na scenę, a chłopiec zaczął improwizować. W 1898, gdy miał osiem lat, dołączył do trupy tanecznej The Eight Lancashire Lads (pol. „Ośmiu chłopców z Lancashire”), z którą występował m.in. jako kot w pantomimie Kopciuszek w Londynie. By wesprzeć matkę finansowo, porzucił naukę w szkole i imał się różnych prac dorywczych, m.in. był chłopcem na posyłki w mydlarni, recepcjonistą i sprzątaczem w gabinetach lekarskich, lokajem u rodziny Kinsey-Taylorów i drwalem, poza tym obsługiwał maszyny w drukarni i udzielał lekcji tańca.
Po zapisaniu się do agencji teatralnej Blackmore’a zdobył angaż do roli Sammy’ego, chłopca sprzedającego gazety, w sztuce Harry’ego Arthura Saintbury’ego Jim, czyli romans cockneya; spektakl zebrał głównie negatywne recenzje, choć sam Chaplin był chwalony za swój występ. Następnie przez kilka sezonów grał postać Billy’ego (woźnego głównego bohatera) w objazdowej sztuce teatralnej o Sherlocku Holmesie, w której występował również jego brat. Od października do grudnia 1905 występował w westendowskiej jednoaktówce pt. Sherlock Holmes w ciężkich opałach w Duke of York’s Theatre. W wieku 16 lat rozpoczął naukę gry na wiolonczeli i skrzypcach, poza tym wyczynowo trenował bieganie. Dorabiał, pracując m.in. jako sprzedawca kwiatów i asystent fryzjera. Jako członek zespołu wodewilowego „Cyrk Caseya” występował na estradzie z parodiami rozbójnika Dicka Turpina i iluzjonisty Walforda Bodie’ego.
Po dłuższym okresie niepowodzeń (m.in. komercyjnym fiasku skeczu Wesoły major, w którym zagrał główną rolę, oraz przerwaniu realizacji autorskiego skeczu Dwunastu sprawiedliwych w jego reżyserii) w 1907 dołączył do trupy Freda Karno. Po ciepło przyjętym przez publiczność debiucie w burlesce Mecz futbolowy podpisał roczny kontrakt z trupą, z którą przez kolejne 14 tygodni występował w Londynie, po czym odbył trasę objazdową po kraju. W kolejnych latach kontynuował współpracę z trupą, z którą występował m.in. w Milczących ptaszkach i Jeździe na wrotkach, poza tym grali za granicą, np. w Folies Bergère w Paryżu. Przejął także po Harrym Weldonie główną rolę w Meczu futbolowym. W 1909 wyruszył z trupą Karno w swoją pierwszą trasę po USA. Występował tam m.in. jako główny bohater w burlesce The Wow-wows, która sztuka początkowo została chłodno przyjęta przez tamtejszą publiczność, jednak w końcu zyskała uznanie widzów. Trupa wkrótce przedłużyła kontrakt i odbyła trasę po kraju. Po powrocie do Anglii odbył z trupą kilkutygodniową trasę objazdową. W tym okresie zadebiutował jako reżyser filmem krótkometrażowym o Dawidzie Copperfieldzie The Ballad of the Upside Down House, który zrealizował dla Levy Fritz Mutoscope Company. Po udanym debiucie podpisał kontrakt na kolejne 12 filmów krótkometrażowych dla wytwórni. W październiku 1912 wrócił, tym razem na stałe, gdzie występował z trupą Karno m.in. jako pijak w komedii Noc w klubie. Niedługo później zakończył współpracę z zespołem.
Podczas występu w Wieczorze w angielskim Music-Hallu został zauważony przez producenta kina niemego, Macka Sennetta, który zaoferował mu zatrudnienie w swoim studiu Keystone Film Company. Sennett znany był ze swojej spontaniczności, a filmy produkowane w jego studiu często nie posiadały scenariuszy, co było szansą dla Chaplina, który obdarzony był umiejętnościami improwizacyjnymi. Chaplin w grudniu 1913 podpisał kontrakt z wytwórnią, a w styczniu 1914 rozpoczął pracę dla tego studia ze stawką 150 dol. tygodniowo. Zadebiutował rolą cynicznego i antypatycznego karierowicza w filmie Aby zarobić na życie (1914). Przy pracy nad filmem Dziwna przygoda Mabel (1914) Sennett, zdesperowany brakiem gagów, zlecił Chaplinowi samodzielną charakteryzację i grę bez przygotowania. Aktor udał się do garderoby i stworzył postać trampa, tj. włóczęgi z manierami dżentelmena noszącego ciasny żakiecik, przyduże spodnie, rozchodzone buty, melonik, bambusową laseczkę i wąsik; wcześniej w podobnej charakteryzacji występował z trubą Karno.

Ten kostium pomaga mi wyrazić moją koncepcję człowieka, mnie samego. Melonik zbyt mały wyraża dążenie, aby wyglądać godnie. Wąsy są objawem próżności. Żakiet z trudem się dopinający, laska i cały sposób bycia mają stwarzać wrażenie galanterii, werwy i bezczelności. Człowiek ten usiłuje stawić czoło światu, stara się bluffować – i wie o tym. Tak dobrze zdaje sobie z tego sprawę, że może szydzić z siebie samego i litować się nad swym losem.

W kolejnych filmach ponownie kreował postać włóczęgi. Często proponował reżyserom i producentom własne gagi, jednak z uwagi na chęć utrzymania przez nich szybkiego tempa akcji filmu były one albo wycinane podczas montażu, albo odrzucane jeszcze przed rozpoczęciem zdjęć. To skłoniło Chaplina do podjęcia decyzji o reżyserowaniu filmów. Jako reżyser zadebiutował filmem Bójka na deszczu (1914), po którego premierze otrzymał kolejne zlecenia dla Keystone. W ramach kontraktu z wytwórnią zagrał m.in. w filmach: Dwadzieścia minut miłości, Charlie piekarczykiem, Gaz rozweselający i Pomocnik sceniczny, a ostatnią produkcją zrealizowaną dla firmy była komedia Jego przedhistoryczna przeszłość. W 1914 premierę miał łącznie 35 filmów z jego udziałem.
Jeszcze przed zakończeniem umowy Chaplina z Keystone Records w styczniu 1915 do artysty zgłosiło się studio The Essanay Film Manufacturing Company z Chicago, które zaoferowało mu współpracę za 1250 dol. tygodniowo i jednorazowy bonus w wysokości 10 tys. dol. za podpisanie kontraktu. W tym okresie rosła jego popularność w branży filmowej oraz wśród kinomanów, zaczął także stawać się ikoną popkultury, idolem tłumów i inspiracją dla innych wykonawców, którzy imitowali wylansowaną niego postać trampa. Dla wytwórni Essanay zrealizował m.in. film Charlie gra Carmen (1915). W 1915 przystąpił też do realizacji filmu Life, którego jednak nigdy nie ukończył. W 1915 premierę miało 13 filmów z jego udziałem.
W lutym 1916 zaczął pracę dla studia The Mutual Film Corporation, od którego otrzymywał pensję w wysokości 10 tys. dol. tygodniowo i jednorazowo 150 tys. dol. premii za podpisanie kontraktu. W ramach umowy z wytwórnią zrealizował 12 filmów: Charlie kierownikiem działu, Charlie strażakiem, Charlie włóczęga, Późny powrót Charliego, Charlie i hrabia, Lichwiarz, Charlie gra w filmie, Charlie na ślizgawce, Charlie na kuracji, Spokojna ulica, Imigrant i Charlie ucieka.
We wrześniu 1917 podpisał z wytwórnią First National kontrakt wart 1,2 mln dol. , co uczyniło go najlepiej opłacanym aktorem świata. W ramach umowy był zobowiązany do nakręcenia ośmiu filmów w ciągu 18 miesięcy. Najpierw stworzył dla studia m.in. filmy Psie życie, Charlie żołnierzem i Idylla na wsi, a także Brzdąca, który osiągnął wielki sukces, zbierając szczególnie dobre recenzje i ostatecznie stając się klasykiem. Następnie nakręcił dla wytwórni jeszcze cztery filmy, m.in. Nieroby, Dzień zapłaty i Piegrzym.
W latach 1914–1918 nie odbył służby wojskowej podczas trwającej I wojny światowej, za co był krytykowany przez media i Amerykanów. W wydanym oświadczeniu podkreślił gotowość do dołączenia do armii, jednak uznał, że może przysłużyć się krajowi, podnosząc morale żołnierzy swoimi filmami. Prasa podkreślała też, że Chaplin nie spełniał wymaganiom obowiązującym w armii amerykańskiej – przy wzroście 168 cm ważył 58 kg. Jesienią 1918 nakręcił film krótkometrażowy Pożyczka wolności (1918), który był wyświetlany jedynie w amerykańskich kinach.
Pozostając w First National, wiosną 1919 wraz z Mary Pickford, Douglasem Fairbanksem i Davidem Warkiem Griffithem założył studio United Artists, powstałe dla ochrony ich niezależności i walki z planowaną fuzją filmowych spółek produkcyjnych. Pierwszym filmem, który zrealizował dla wytwórni, była Gorączka złota (1925). Nakręcił też Paryżankę (1923)  i Cyrk (1928), do którego nagrał tytułową piosenkę („The Circus”). We wrześniu 1922 dyrygował orkiestrą na gali Gildii Aktorskiej w Hollywood Ball.
Mimo że filmy udźwiękowione stały się głównym nurtem kinematografii wkrótce po ich wprowadzeniu w 1927, Chaplin nie zdecydował się na ten krok aż do lat 30., ponieważ uważał, że w kinie nadal jest przestrzeń dla filmów niemych oraz twierdził, iż w filmach dźwiękowych nie zdoła osiągnąć doskonałości, jaką wypracował przy filmach niemych. Krytykował też kino mówione, twierdząc że niszczą sztukę pantomimy. W tym okresie odczuwał mniejsze zainteresowanie wytwórni jego filmami, cierpiał też na nerwowe zaburzenia depresyjne wywołane problemami małżeńskimi, wizją kłopotów finansowych i regularnymi ataki ze strony prasy, które zarzucały mu m.in. demoralizowanie społeczeństwa. Mimo to nakręcił nieme Światła wielkiego miasta (1931), które odniosły sukces komercyjny i zebrały pochlebne recenzje. Po premierze filmu odczuwał kryzys twórczy związany z brakiem popytu na kino nieme, toteż rozważał zakończenie kariery. W końcu zdecydował się na nakręcenie jeszcze jednej niemej produkcji – Dzisiejszych czasów (1936), które cieszyły się uznaniem widzów, jednak były chłodno przyjęte przez krytykę, kfórzy zarzucali Chaplinowi propagandę komunistyczną. Na ścieżce dźwiękowej filmu reżyser umieścił skomponowany przez siebie utwór „Smile”, który stał się przebojem.
Podczas II wojny światowej często przemawiał do Amerykanów, wypowiadając się przeciwko Adolfowi Hitlerowi i zachęcając amerykański rząd do utworzenia drugiego frontu dla wsparcia Rosji. Ze względu na lewicowe poglądy był często oskarżany przez prasę o komunizm i znalazł się na tzw. czarnej liście Hollywood. Swoim kolejnym filmem, antyhitlerowską komedią Dyktator (1940), naraził się zwolennikom niemieckiego zbrodniarza wojennego. Jednocześnie dzięki temu filmowi osiągnął swój wówczas największy sukces kasowy, ponadto był to pierwszy film, w którym przemówił.
W 1943 został oskarżony o ojcostwo Carol Ann, córki aktorki Joan Barry, która wcześniej przez wiele tygodni nagabywała Chaplina w jego posiadłości i wytwórniach filmowych. Mimo że badania krwi zaprzeczyły ojcostwu Chaplina, sąd nałożył na niego alimenty w wysokości 75 dol. tygodniowo, które miał wypłacać przez kolejne 21 lat. Oburzony wyrokiem, a także zmęczony namolnością prasy, na kilka tygodni opuścił kraj i zamieszkał w Nyack. W międzyczasie pracował nad filmem Cień i substancja, którego w końcu jednak nie nakręcił. Powrócił do kin filmem Pan Verdoux (1947), który zebrał pochwalne recenzje i cieszył się uznaniem publiczności. Mimo początkowego sukcesu komedii, amerykańska prasa wraz z narodowymi organizacjami (m.in. Legionem Amerykańskim) wciąż krytykowała Chaplina za jego lewicowe poglądy i utrudniała dalszą dystrybucję filmu, przez co poniósł on finansową porażkę. W lipcu 1950 Chaplin sprzedał większość swoich udziałów w spółce United Aritsts. Zmęczony nieustającymi atakami ze strony prasy, we wrześniu 1952 opuścił USA. Zamieszkał w Londynie, a w 1953 osiadł we wsi Corsier-sur-Vevey w Szwajcarii.
Niezrażony krytyką amerykańskiej prasy, nakręcił Światła rampy (1952). Film przyniósł mu rekordowo duże zyski, mimo że został zbojkotowany przez amerykańskie kina. W tym okresie został komandorem Legii Honorowej Francji oraz uzyskał honorowe członkostwo w Societe des Auteurs et Compositeurs Dramatiques. Został także mianowany Kawalerem Legii Narodowej Francji i otrzymał Międzynarodową Nagrodę Pokoju. W 1955 premierę miała książka Glauco Viazziego Chaplin e la critica, w której autor omówił ponad tysiąc dokumentów (m.in. artykułów prasowych i wywiadów) poświęconych artyście. Również w 1955 Chaplin rozpoczął pracę nad Królem w Nowym Jorku (1957). W 1964 wydał książkę pt. „Moja autobiografia”. Ostatnim filmem w jego karierze była Hrabina z Hongkongu (1967), której był producentem, scenarzystą, reżyserem i autorem opracowania muzycznego.
W 1972 jego filmy ponownie pojawiły się w publicznym obiegu. W 1973 otrzymał Oscara za „wkład w historię sztuki filmowej”. W 1975 Chaplin otrzymał odznaczenie i brytyjski tytuł szlachecki – Order Imperium Brytyjskiego.

### Śmierć i pochówek
Od października 1977 był w poważnym stanie. Zmarł we śnie, rankiem 25 grudnia 1977 w Vevey. Po skromnej uroczystości pogrzebowej odprawionej w obrządku anglikańskim został pochowany na cmentarzu w Corsier-sur-Vevey w Szwajcarii. Trzy miesiące po pochówku wandal wykradł z grobu jego ciało, a osiem tygodni później zwłoki zostały odnalezione i ponownie pochowane, ale tym razem po uprzednim umieszczeniu ich w betonowym sarkofagu.

## Charakterystyka twórczości
Akcje jego filmu często toczą się w ubogich dzielnicach wielkich miast. Postacie grane przez Chaplina w filmach często przejawiają m.in. cechy kobiece (delikatność, pieszczotliwość, zmanierowanie). Posiadają też umiejętność adaptowania się w społeczeństwie, zazwyczaj z przedstawicielami marginesu społecznego. Często są niezdolni do skupienia i nie mają zdolności manualnych, a także nie są przystosowani do świata ludzi i przedmiotów. Negują problemy, których nie potrafią rozwiązać, a także przeciwników i siebie samego. Często opiekują się słabszymi i nieszczęśliwymi ludźmi, ale też zwierzętami.

Ten facet jest wielostronny: tramp, dżentelmen, poeta, marzyciel, samotnik, stale wyczekujący romantyczności i przygody. Chciałbym natchnąć pana [Macka Senneta] mniemaniem, że jest uczonym, muzykiem, księciem, graczem w polo. Jednakże nie gardzi zbieraniem niedopałków czy okradaniem dzieci z cukierków. I oczywiście, jeśli sytuacja tego wymaga, potrafi kopnąć damę w zadek.

W swoich filmach najczęściej poruszał temat związków damsko-męskich (w 79% produkcji) i pracy (57%). Grani przez niego bohaterowie znajdują miłość zazwyczaj w równie biednych kobietach, co oni. W jego produkcjach przewija się wątek ratowania kobiet w tarapatach bądź ich obrony przed złoczyńcami. Chaplin tylko w dwóch filmach odegrał rolę ojca. Nakręcił wiele filmów będących satyrą na zewnętrzne manifestacje religijne, w tym na hipokryzję wiernych i samej religii. W filmach często wyśmiewał wady Amerykanów, w tym niechęć do imigrantów, egoistyczne bogactwo oraz nietolerancję religijną i polityczną. Chcąc upokorzyć bogaczy, niekiedy przedstawiał ich w kompromitujących sytuacjach.

## Życie prywatne

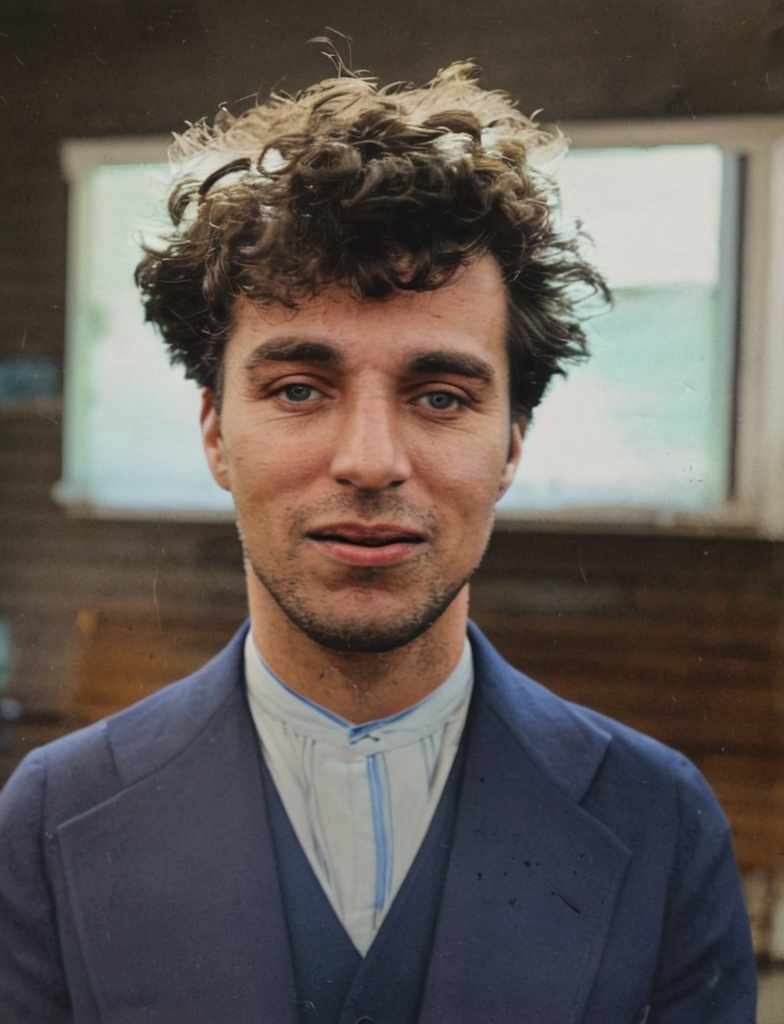
Charlie Chaplin w ok. 1916

Gdy miał 19 lat, oświadczył się młodszej o cztery lata tancerce Hetty Kelly, która jednak odrzuciła zaręczyny. Romansował z aktorkami: Peggy Pierce i Mabel Normand. W latach 1915–1917 był związany z aktorką Edną Purviance.
23 października 1918 poślubił 17-letnią Mildred Harris, jednak rozwiódł się z nią już dwa lata później, 19 listopada 1920, z powodu „duchowego okrucieństwa”. W 1919 urodził im się syn Norman, który zmarł trzy dni po urodzeniu. Po rozwodzie ożenił się z tancerką Peggy Hopkins Joyce, z którą doczekał się narodzin dziecka, ale niedługo później się z nią rozwiódł. W tym okresie plotkowano o przelotnych relacjach Chaplina z Thelmą Moran Converse, Lilą Lee, Anną Q. Nillson i Clare Sheridan oraz zaręczynach z aktorką Claire Windsor. Był związany z Polą Negri, a według informacji prasowej z 1923 był z nią zaręczony, on sam jednak zaprzeczył temu w swojej autobiografii.
26 listopada 1924 ożenił się z młodszą o 19 lat Litą Grey, z którą miał dwóch synów – Charlesa Jr. (ur. 1925) i Sydneya (ur. 1926), a w sierpniu 1927 wziął rozwód. Jeszcze w trakcie trwania małżeństwa ponoć miał liczne kochanki, m.in. tancerkę i modelkę Louise Brooks.
W latach 1936–1942 jego żoną była młodsza o 22 lata aktorka Paulette Goddard. Po rozwodzie romansował z Carole Landis, Hedy Lamarr i Joan Barry, która po zajściu w ciążę posądziła Chaplina o ojcostwo jej dziecka; choć sąd zaprzeczył oskarżeniom, dziewczynka – Carol Ann – nosiła nazwisko Chaplin, a aktor łożył na jej utrzymanie.
16 czerwca 1943 poślubił młodszą o 37 lat Oonę O’Neill, córkę dramaturga Eugene O’Neilla, z którą pozostał do swojej śmierci w 1977. Mieli ośmioro dzieci: Geraldine, Michaela, Josephine, Jane, Eugene, Victorię (ur. 1951), Christophera i Annette-Emilie. Mieszkali we wsi Corsier-sur-Vevey w Szwajcarii.

## Filmografia
Zestawienie obejmuje wybrane filmy, w których występował Charlie Chaplin.

### Aktor
Jako aktor wystąpił łącznie w prawie 90 produkcjach filmowych krótko- i długometrażowych.

#### Filmy krótkometrażowe
- Aby zarobić na życie (Making a living, 1914, czas: 13') jako Edgar English, oszust
- Charlie jest zadowolony z siebie[163] (1914, 6' 22'') jako włóczęga
- Charlie w hotelu[164] (1914, czas: 17') jako pijany mężczyzna
- A Thief Catcher (1914, czas: 8') jako policjant
- Wśród ulewy (Between Showers, 1914, czas: 15') jako podrywacz
- Charlie gra w filmie (A Film Johnnie, 1914, czas: 15') jako The Film Johnnie
- Charlie tańczy (Tango Tangle, 1914, czas: 12') jako nietrzeźwy tancerz
- Charlie wybiera między barem a miłością[165] (1914, czas: 16') jako pijany podrywacz
- Charlie jako markiz (Cruel, cruel love, 1914, czas: 16') jako lord Helpus/p. Dovey
- Charlie zakochany (The Star Boarder, 1914, czas: 16') jako tytułowy bohater
- Mabel przy kierownicy (Mabel at the Wheel, 1914, czas: 18') jako Villain
- Charlie i chronometr (Twenty Minutes of Love, 1914, czas: 20') jako złodziej
- Charlie kelnerem (Caught in a Cabaret, 1914, czas: 30') jako tytułowy bohater
- Charlie się kocha (Caught in the Rain, 1914, czas: 16') jako nietrzeźwy gość hotelowy
- Pani Charlie (A Busy Day, 1914, czas: 6') jako żona
- Młotek Charliego (The Fatal Mallet, 1914, czas: 18') jako konkurent Mabel
- Flirt Mabel (Her Friend the Bandit, 1914, czas: 16') jako bandyta
- Charlie i Fatty na ringu (The Knockout, 1914, czas: 27') jako arbiter ringowy
- Charlie i parówki (Mabel's Busy Day, 1914, czas: 10') jako nietrzeźwy utrapieniec
- Charlie i manekin (Mabel's Married Life, 1914, czas: 17') jako mąż Mabel
- Charlie dentystą (Laughing Gas, 1914, czas: 16') jako asystent dentysty
- Charlie w teatrze (The Property Man, 1914, czas: 28') jako tytułowy bohater
- Charlie jako malarz (The Face on the Barroom Floor, 1914, czas: 14') jako artysta
- Gorączka wiosenna (Recreation, 1914, czas: 7') jako włóczęga
- Charlie kokietuje (The Masquerader, 1914, czas: 9') jako aktor filmowy[166]
- Charlie pielęgniarzem (His New Profession, 1914, czas: 16') jako Charlie
- Charlie i Fatty bawią się (The Rounders, 1914, czas: 16') jako hulaka
- Charlie jako dozorca (The New Janitor, 1914, czas: 16') jako tytułowy bohater
- Charlie i Józef są rywalami (Those Love Pangs, 1914, czas: 16') jako podrywacz
- Charlie piekarczykiem (Dough and Dynamite, 1914, czas: 33') jako Pierre, kelner
- Charlie i Mabel na wyścigach (Gentlemen of Nerve, 1914, czas: 16') p. Wow-Woe[167]
- Jego muzyczna kariera (His Musical Career, 1914, czas: 16') jako Charlie/Tom[168]
- Charlie jest tatusiem (His Trysting Place, 1914, czas: 32') jako Clarence, mąż
- Charlie i Mabel na spacerze (Getting Acquainted, 1914, czas: 16') jako p. Sniffels
- Charlie królem (His Prehistoric Past, 1914, czas: 22') jako Weakchin
- Jego nowe zajęcie (His New Job, 1915, czas: 31') jako Film Extra
- Charlie się bawi (A Night Out, 1915, czas: 34') jako hulaka
- Charlie bokserem (The Champion, 1915, czas: 31') jako pretendent bokserski
- Charlie w parku (In the Park, 1915, czas: 14') jako Charlie
- Charlie się żeni (A Jitney Elopement, 1915, czas: 26') jako Suitor, fałszywy hrabia
- Włóczęga (The Tramp, 1915, czas: 26') jako tytułowy bohater
- Charlie na plaży (By the Sea, 1915, czas: 20') jako spacerowicz
- Jego regeneracja (His Regeneration, 1915, czas: 15') jako klient
- Praca (Work, 1915, czas: 29') jako asystent Izzy A. Wake’a
- Panna Charlie (A Woman, 1915, czas: 26') jako mężczyzna/"Nora Nettlerash"
- Charlie w banku (The Bank, 1915, czas: 25') jako dozorca
- Charlie marynarzem (Shanghaied, 1915, czas: 27') jako włóczęga
- Charlie w Music-Hallu (A Night in the Show, 1915, czas: 24') jako pan Pest[169]
- Charlie gra Carmen (A Burlesque on Carmen, 1915, czas: 31') jako oficer Darn Hosiery
- Charlie włamywaczem (Police, 1916, czas: 34') jako skazaniec 999 zwanym Charliem
- Charlie kierownikiem działu (The Floorwalker, 1916, czas: 29') jako bezstronny klient
- Charlie strażakiem (The Fireman, 1916, czas: 24') jako tytułowy bohater
- Charlie włóczęga (The Vagabond, 1916, czas: 34') jako uliczny grajek
- Późny powrót Charliego (One A.M., 1916, czas: 26') jako nietrzeźwy mężczyzna
- Charlie i hrabia (The Count, 1916, czas: 24') jako asystent hrabiego
- Lichwiarz (The Pawnshop, 1916, czas: 25') jako asystent właściciela lombardu
- Charlie gra w filmie (Behind the Screen, 1916, czas: 30') jako David - jego asystent
- Charlie na ślizgawce (The Rink, 1916, czas: 30') jako kelner[170]
- Spokojna ulica (Easy Street, 1917, czas: 24') jako samotny mężczyzna
- Charlie na kuracji (The Cure, 1917, czas: 24') jako nietrzeźwy mężczyzna
- Imigrant (The Immigrant, 1917, czas: 30') jako imigrant
- Poszukiwacz przygód (The Adventurer, 1917, czas: 24') jako skazaniec
- Psie życie (A Dog's Life, 1918, czas: 33') jako włóczęga
- Potrójne kłopoty (Triple Trouble, 1918, czas: 23') jako Charlie, dozorca
- Pożyczka wolności (The Bond, 1918, czas: 10') niewymieniony w napisach
- Idylla na wsi (Sunnyside, 1919, czas: 41') jako "złota rączka" na farmie
- Dzień zabawy (A Day's Pleasure, 1919, czas: 24') jako ojciec
- Profesor Bosco (The Professor, 1919, czas: 7') jako tytułowy bohater
- Charlie Butts In (1920, czas: 11')
- Nieroby (The Idle Class, 1921, czas: 32') jako włóczęga/mąż
- Dzień wypłaty (Pay Day, 1922, czas: 21') jako robotnik
- Przyjazny i miły (Nice and Friendly, 1922, czas: 11') jako włóczęga
- Dama kameliowa (Camille, 1926, czas: 33') jako Mike

#### Filmy długometrażowe
- Zabawny romans Charliego i Loloty[171] (1914, czas: 1.22') jako miejski nicpoń
- Charlie żołnierzem (Shoulder Arms, 1918, czas: 45') jako Doughboy
- Brzdąc (The Kid, produkcja: 1920, premiera: 1921, czas: 1.08') jako włóczęga
- Pielgrzym (The Pilgrim, 1923, czas: 47') jako pielgrzym/leworęczny w lombardzie
- Hollywood (Hollywood, 1923, czas: 1.20') jako on sam
- Paryżanka (A Woman of Paris: A Drama of Fate, 1923, czas: 1.22') jako bagażowy[172]
- Gorączka złota (The Gold Rush, 1925, czas: 1.35') jako samotny poszukiwacz złota
- Cyrk (The Circus, 1928, czas: 1.12') jako włóczęga
- Show People (1928, czas: 1.23') jako on sam
- Światła wielkiego miasta (City Lights, 1931, czas: 1.27') jako włóczęga
- Dzisiejsze czasy (Modern Times, 1936, czas: 1.27') jako robotnik w fabryce
- Dyktator (The Great Dictator, 1940, czas: 2.05') jako Hynkel, dyktator Tomanii[173]
- Charlie Chaplin Cavalcade[174] (1941, czas: 1.15') w kilku rolach
- Pan Verdoux (Monsieur Verdoux, 1947, czas: 2.04') jako Henri Verdoux[175]
- Światła rampy (Limelight, 1952, czas: 2.17') jako Calvero
- Król w Nowym Jorku (A King in New York, 1957, czas: 1.50') jako król Shahdov
- Hrabina z Hongkongu[176] (1967, czas: 2.00')[177] jako stary steward

## Nagrody
Chaplin otrzymał trzy Oscary: Nagrodę Honorową za „wszechstronność i geniusz w aktorstwie, scenariuszu, reżyserii i produkcji Cyrku” w 1929 roku, drugą Nagrodę Honorową za „nieobliczalny wpływ, jaki wywarł na tworzenie filmów artystycznych w tym wieku” w 1972 roku oraz nagrodę dla najlepszej ścieżki dźwiękowej w 1973 roku za Światła rampy (wspólnie z Rayem Raschem i Larrym Russellem). Ponadto był nominowany w kategoriach: najlepszy aktor, najlepszy scenariusz oryginalny i najlepszy film (jako producent) za film Dyktator, a kolejną nominację otrzymał za najlepszy scenariusz oryginalny do filmu Pan Verdoux. W 1976 roku Chaplin został członkiem Brytyjskiej Akademii Sztuki Filmowej i Telewizyjnej (BAFTA).